# Мартин (округ, Миннесота)
Ма́ртин (англ. Martin County) — округ в штате Миннесота, США. Административный центр и крупнейший город — Фэрмонт. По переписи 2000 года в округе проживают 21 802 человека. Площадь — 1890 км², из которых 1837,6 км² — суша, а 52,4 км² — вода. Плотность населения составляет 12 чел./км².

## История
Округ был основан в 1857 году.